# بالگردگاه بابلر بروس اینک.
بالگردگاه بابلر بروس اینک. (به انگلیسی: Babler Bros. Inc. Heliport) یک فرودگاه خصوصی است. این فرودگاه در شهر پورتلند، اورگن کشور ایالات متحده آمریکا قرار دارد و در ارتفاع ۱۵ متری از سطح دریا واقع شده‌است.